# Canis lupus albus
Sous-espèce
Le Loup de Sibérie (Canis lupus albus) est une sous-espèce de loup de l'espèce Canis lupus. Il est originaire de la toundra de Sibérie ainsi que des zones forestières de Russie. On le retrouve également à l'extrême nord de la Scandinavie. La sous-espèce occidentale équivalente est le Loup arctique (Canis lupus arctos).
Le pelage du loup de Sibérie est très varié, contrairement au loup arctique, sa fourrure n'est pas entièrement blanche. La plupart des loups de Sibérie ont une fourrure d'une teinte claire et grise (parfois teintée de brun ou de beige). Son poil est long, dense, doux et duveteux. La taille du loup de Sibérie au garrot est de 60 cm à 90 cm. Son corps a une longueur de 100 cm à 140 cm et sa queue mesure entre 30 cm et 50 cm. Les adultes pèsent entre 35 kg et 45 kg.
Le loup de Sibérie s'établit généralement dans des vallées fluviales et des fourrés dans des plateaux secs. Il a tendance à former des meutes de 5 à 7 membres. Ses proies principales sont le renne sauvage et domestique ainsi que le mouflon des neiges. Il chasse aussi des lièvres et des renards polaires. Il s'établit rarement de manière permanente, parcourant 200 km à 300 km par an pour accompagner les migrations de renne.
"Fleur", une louve sibérienne venant du zoo de Rotterdam, est à l'origine de la race du Chien-loup de Saarloos créée par le néerlandais Lendeert Saarloos en 1936 par croisement  de la louve avec son berger allemand "Gerard".